# Orophea corymbosa
Orophea corymbosa är en kirimojaväxtart som först beskrevs av Carl Ludwig von Blume, och fick sitt nu gällande namn av Friedrich Anton Wilhelm Miquel. Orophea corymbosa ingår i släktet Orophea och familjen kirimojaväxter. Inga underarter finns listade i Catalogue of Life.